# Josef Otto Novotný
Josef Otto Novotný, v matrice Josef Antonín Novotný (1. února 1894 Hořovice – 22. září 1971 Praha), byl český spisovatel, novinář a překladatel

## Život
Narodil se v rodině Josefa Novotného, c. k. sekretáře okresního hejtmanství v Hořovicích a Růženy rozené Patočkové.
Byl novinář, redaktor Národních listů, editor spisů Viktora Dyka a překladatel z němčiny, francouzštiny, italštiny a řečtiny.

## Dílo

### Spisy
- O "plukovníka Ševce": dokument doby – s doslovem Rudolfa Medka. Praha: Adolf Neubert, 1929
- Vzkříšení samostatnosti československé: kronika let 1914–1918 – Praha: František Topič, 1932
- Střední Slovensko: kulturně-historické kapitoly – fotografie pořídili J. O. Novotný a Sergej Protopopov. Praha: Leopold Mazáč, 1937
- Brána svědomí – Praha: Pražská akciová tiskárna, 1944

### Ediční práce
- Dvojí poesie – Viktor Dyk. Praha: Redaktoři kulturních rubrik Národních listů, 1932 – bibliofilie, stať původně otištěna v časopisu Lumír dne 21. června 1912 (číslo 9. ročník XL.)
- Píseň o vrbě: prósy – Viktor Dyk. Praha: Umělecká beseda, 1932
- O národní stát. 1917–1919 – Viktor Dyk; předmluvu napsal Antonín Hajn. Praha: Adolf Neubert, 1932
- Výpravná próza – Viktor Dyk. Praha: Československý čtenář, 1936
- Hořovicko, brána brdských lesů: I. ročenka Spolku rodáků i přátel Hořovic a okolí se sídlem v Praze. Praha: Spolek rodáků a..., 1941

### Překlady
- Paridův soud – Lukianos; in 1000 nejkrásnějších novel... č. 36. Praha: J. R. Vilímek, 1912
- Ztracená – Hans Land; in 1000 nejkrásnějších novel... č. 43. Praha: J. R. Vilímek, 1913
- Slepcův pes – Vittore Bersezio; in 1000 nejkrásnějších novel... č. 51. Praha: J. R. Vilímek, 1913
- V krvi – August Trinius; in 1000 nejkrásnějších novel... č. 55. Praha: J. R. Vilímek, 1913
- Nepravá Estera: povídky – Pierre Louÿs; KDA, svazek 114, Praha: Kamilla Neumannová, 1914
- Vyznání – Marchesa Colombi; in 1000 nejkrásnějších novel... č. 58. Praha: J. R. Vilímek, 1914
- Herakles na rozcestí – Xenofon; in 1000 nejkrásnějších novel... č. 62. Praha: J. R. Vilímek, 1914
- Assuntina – Amilcare Lauria; in 1000 nejkrásnějších novel... č. 73. Praha: J. R. Vilímek, 1914
- Dona Blanka – Tancrède Martel; in 1000 nejkrásnějších novel... č. 83. Praha: J. R. Vilímek, 1915
- Anýzové jablko – Francis Jammes. Praha: Alois Srdce, 1920
- Renaissance: historické scény – Arthur de Gobineau; bibliofilie, dramata: Savonarola, Cesare Borgia, Julius II., Lev X a Michelangelo. Praha: Alois Srdce, 1925
- Nejvyšší láska: povídky – Villiers de L’isle Adam. Praha: Alois Srdce, 1925
- Michelangelo – Emil Ludwig. Praha: Národní listy, 1931
- Peklo Tichomoří: u lidojedů a hledačů zlata na Nové Guinei – Edmond Demaitre. Praha: Československý čtenář, 1936

- Indičtí fakiři a jóginové – Edmond Demaitre. Praha: Český čtenář, 1939